# Nefúd-sivatag
A Nefúd (arab: صحراء النفود, ṣzahrā' el-nefud) sivatag az Arab-félsziget északi részén. Kb. 300 km hosszú és 225-250 km széles, és kb. 100 000 km². Nagy része Szaúd-Arábia területén fekszik, de átnyúlik Jordániába is. Északon a Szír-sivataghoz, délen a Dahna-sivatagon keresztül a Rab-el-Hálihoz kapcsolódik.
Egy-egy kút és némi csapadék teszi lehetővé a nomád pásztorkodás fennmaradását. A Hidzsáz-hegység közelében vannak olyan oázisok, ahol gabonát, gyümölcsöt vagy zöldséget is termesztenek.

## Fordítás
- Ez a szócikk részben vagy egészben  az   An Nafud című angol Wikipédia-szócikk fordításán alapul.  Az eredeti cikk szerkesztőit annak laptörténete sorolja fel. Ez a jelzés csupán a megfogalmazás eredetét és a szerzői jogokat jelzi, nem szolgál a cikkben szereplő információk forrásmegjelöléseként.
- Ez a szócikk részben vagy egészben  a   Nefud című német Wikipédia-szócikk fordításán alapul.  Az eredeti cikk szerkesztőit annak laptörténete sorolja fel. Ez a jelzés csupán a megfogalmazás eredetét és a szerzői jogokat jelzi, nem szolgál a cikkben szereplő információk forrásmegjelöléseként.